# Quân đoàn II Hàn Quốc
Quân đoàn 2 Hàn Quốc được thành lập vào ngày 24 tháng 7 năm 1950, ngay trước trận Vành đai Pusan, bao gồm Sư đoàn Bộ binh 1 và Sư đoàn Bộ binh 6.
Tháng 9 năm 1950, trụ sở chính của quân đoàn được đặt ở Hamch'ang.
Hiên nay, trụ sở chính của quân đoàn được đặt tại thành phố Chuncheon.

## Cấu trúc hiện tại
Sư đoàn Bộ binh 7 Hàn Quốc
Sư đoàn Bộ binh 15 Hàn Quốc
Sư đoàn Bộ binh 27 Hàn Quốc
Lữ đoàn Công binh 2
Lữ đoàn Pháo binh 2